# Vicky Krieps
Vicky Krieps (ur. 4 października 1983 w Luksemburgu) – luksemburska aktorka filmowa i telewizyjna. 

## Życiorys
Przełomową rolą w jej dorobku okazał się występ u boku Daniela Day-Lewisa w dramacie Nić widmo (2017) Paula Thomasa Andersona. Uznanie zyskała dzięki rolom we francuskich filmach Wyspa Bergmana (2021) Mii Hansen-Løve oraz Trzymaj mnie mocno (2021) Mathieu Amalrika (nominacja do Cezara dla najlepszej aktorki). 
W kolejnych latach zagrała w filmie Old (2021) M. Nighta Shyamalana oraz nowej adaptacji powieści Trzej muszkieterowie (2023) w reżyserii Martina Bourboulona.
Swoją największą dotychczasową kreację stworzyła jako cesarzowa Sissi w austriackim filmie kostiumowym W gorsecie (2022) w reżyserii Marie Kreutzer. Rola ta przyniosła jej nagrodę aktorską w sekcji "Un Certain Regard" na 75. MFF w Cannes oraz Europejską Nagrodę Filmową za najlepszą rolę żeńską.
Zasiadała w jury sekcji „Un Certain Regard" na 77. MFF w Cannes (2024).
Krieps mieszka na stałe w Berlinie, gdzie wraz z partnerem życiowym, niemieckim aktorem Jonasem Lauxem, wychowuje dwoje dzieci - córkę Elisę (ur. 2011) i syna Jana-Noaha (ur. 2015).